# 史蒂格勒名字由來法則
史蒂格勒定律（英語: Stigler's law），又稱名字命名法則。是芝加哥大学一位很有幽默感的统计学家史蒂芬·史蒂格勒提出的一定律，最簡單的說法是“沒有任何科學發現以其最初的發現者的名字命名”，即科学定律最后的命名大多归功于后来更有名望的科学家。史蒂格勒自己認為此定律其實是羅伯特·金·莫頓最先發現的，因此「史蒂格勒定律」本身的命名也符合史蒂格勒定律。
許多科學定律的命名符合此一定律，以下是一些例子：
1. 高斯分佈：最早是由棣莫弗在1718年著作中提出。
2. 本福特定律：最早是由西蒙·紐康在1881年提出。
3. 三次方程的卡尔达诺公式：解法的思路来自塔塔利亚。
4. 欧拉数e：雅各布·伯努利第一個注意到此常數。
5. RSA加密算法：RSA是1977年由罗纳德·李维斯特（Ron Rivest）、阿迪·萨莫尔（Adi Shamir）和伦纳德·阿德曼（Leonard Adleman）一起提出的。当时他们三人都在麻省理工学院工作。RSA就是他们三人姓氏开头字母拼在一起组成的。[1]其实1973年，在英国政府通讯总部工作的数学家克利福德·柯克斯（英语：Clifford Cocks）在一个内部文件中就提出了一个相同的算法，但他的发现被列入机密，一直到1997年才被发表。[2]